# رابی هومل
رابی هومل (انگلیسی: Robbie Hummel؛ زادهٔ ۸ مارس ۱۹۸۹) بازیکن بسکتبال اهل ایالات متحده آمریکا است.
از باشگاه‌هایی که در آن بازی کرده‌است می‌توان به باشگاه بسکتبال اوبرادویرو و مینه‌سوتا تیمبرولوز اشاره کرد.
وی در مسابقات کشوری و بین‌المللی در مجموع برندهٔ ۱ مدال طلا، ۱ مدال برنز شده‌است.